# Once Upon a Time in Hong Kong (film, 2021)
Ne doit pas être confondu avec Once Upon a Time in Hong Kong.
Pour plus de détails, voir Fiche technique et Distribution.
Once Upon a Time in Hong Kong (金錢帝國：追虎擒龍), anciennement connu sous le titre Money Empire (金錢帝國：巔峰之戰), est un film sino-hongkongais réalisé par Wong Jing et sorti en 2021 à Hong Kong.
Autrefois connu sous le titre de I Corrupt All Cops 2, c'est la suite du film I Corrupt All Cops (2009) mais uniquement du point de vue du thème du scénario, aucun personnage n'étant similaire. Louis Koo et Gordon Lam jouent deux inspecteurs de la Commission indépendante contre la corruption qui se battent contre le célèbre baron de la drogue Ng Sik-ho, aussi surnommé « Ho l'estropié », et le policier corrompu Lui Lok.

## Synopsis
À Hong Kong, dans les années 1960-1970, la police et les triades sont souvent de connivence. En 1973, la Commission indépendante contre la corruption est créée pour éradiquer la corruption au sein de la police. Deux inspecteurs de la commission (Louis Koo et Gordon Lam) affrontent le baron de la drogue Ho l'estropié (Tony Leung Ka-fai) et son allié le commissaire en chef de la police Tsui Lok (Francis Ng).

## Fiche technique
- Titre original : 金錢帝國：巔峰之戰
- Titre international : Once Upon a Time in Hong Kong
- Réalisation : Wong Jing et Woody Hui
- Production : Wong Jing, Stanley Tong et Connie Wong
- Société de production : Mega-Vision Pictures et Erdong Pictures
- Société de distribution : Mega-Vision Pictures
- Pays d'origine :  Hong Kong et  Chine
- Langue originale : cantonais
- Format : couleur
- Genre : gangsters, policier
- Dates de sortie :
  -  Hong Kong : 29 avril 2021

## Distribution
- Louis Koo : un inspecteur de la Commission indépendante contre la corruption
- Tony Leung Ka-fai : Ho l'estropié
- Francis Ng : Tsui Lok
- Gordon Lam : un inspecteur de la Commission indépendante contre la corruption
- Philip Keung
- Ng Man-tat
- Michelle Hu
- Kent Cheng
- Jacky Cai
- Lam Tsz-sin (en)
- Wilfred Lau
- Dominic Ho
- Raymond Wong (en)
- Eric Li

## Production
Le tournage commence le 28 août 2019 avec une cérémonie de commencement en présence du réalisateur Wong Jing et des acteurs Louis Koo et Gordon Lam. Après deux mois d'un tournage compact et intensif, la production de Money Empire se termine officiellement le 31 octobre 2019.